# Fissidens
Fissidens vagy hasadtfogúmohák egy lombosmoha nemzetség a Fissidentaceae családon belül. A nemzetség tagjainak jellegzetes levél elhelyezkedése és levélmorfológiája van. A levelek kétoldalt állnak a hajtáson, emiatt a növénykék megjelenése apró páfrányokhoz hasonló. Az egyedi levelek alján levélhüvely figyelhető meg, azaz két levéllemezből tevődnek össze. A levél alsó részén így a levéllemez három levéllemezre válik szét. A levélér erőteljes, de nem mindig fut ki a levélcsúcson.
Az alsó levélhüvely lemezének alakja, hosszúsága fontos határozóbélyeg a fajok megkülönböztetésében. A levélszegély is fontos határozóbélyeg.
A Fissidentaceae családban a fajoknak 16 perisztomium-foga van, melyek hasítottak és spirális sejtfalvastagodással rendelkeznek.
A nemzetségből sok a meleg és nedvesség kedvelő faj, ezért a többségük a trópusokon fordul elő. Néhány faj azonban az északi-sarkvidéken is előfordul .

## Rendszertan
A nemzetség a Fissidentales renden belül a Fissidentaceae családba van besorolva. A nemzetségbe jelenleg mintegy 513 faj tartozik.
Magyarországon és a környező országokban előforduló fajok:
- Fissidens adianthoides
- Fissidens arnoldii (Védett)
- Fissidens bambergeri
- Fissidens bryoides
- Fissidens crassipes
- Fissidens crispus
- Fissidens curvatus (Védett)
- Fissidens dubius
- Fissidens exiguus (Védett)
- Fissidens exilis
- Fissidens gracilifolius
- Fissidens gymnandrus
- Fissidens incurvus
- Fissidens pusillus
- Fissidens taxifolius
- Fissidens viridulus

## Fordítás
Ez a szócikk részben vagy egészben  a   Fissidens című német Wikipédia-szócikk ezen változatának fordításán alapul.  Az eredeti cikk szerkesztőit annak laptörténete sorolja fel. Ez a jelzés csupán a megfogalmazás eredetét és a szerzői jogokat jelzi, nem szolgál a cikkben szereplő információk forrásmegjelöléseként.